# Волоконница трещиноватая
Волоко́нница трещинова́тая (лат. Inócybe rimósa) — вид грибов, входящий в род волоконница (Inocybe) семейства волоконницевые (Inocybaceae).

## Биологическое описание
Плодовые тела шляпко-ножечные, шляпка взрослых грибов 2—9 см в диаметре, у молодых плодовых тел коническая, с подвёрнутым краем, затем раскрывается до колокольчатой и ширококолокольчатой, с острым бугорком в центре, часто радиально растрескивающаяся. Поверхность шляпки радиально-волокнистая, шелковистая, во влажную погоду скользкая, окрашена в золотисто-жёлтые, бледно-соломенно-жёлтые или медово-коричневые тона, в центре более тёмная.
Пластинки гименофора приросшие к ножке до почти свободных, частые, с зазубренным белым краем, у молодых грибов беловатые, затем серовато-желтоватые, с зеленоватым оттенком, у старых грибов кофейно-коричневые.
Мякоть беловатая, тонкая, обычно без особого запаха и вкуса, реже с неприятным запахом.
Ножка 4—9(11) см высотой и 0,5—1 см толщиной, цилиндрическая, реже слабо сужающаяся к основанию, гладкая, продольно-волокнистая, беловатая, затем окрашенная под цвет шляпки.
Споровый отпечаток коричневого цвета, споры эллиптические, бледно-коричневые, 10—12×6—8 мкм.
Ядовитый гриб, вызывающий желудочно-кишечное отравление.

## Ареал и экология
Широко распространена в Евразии и Северной Америке, также известна из Южной Америки (Бразилия, Аргентина) и Северной Африки. В России встречается во всех регионах.

## Систематика

### Синонимы
- Agaricus aurivenius Batsch, 1786
- Agaricus curreyi Berk., 1860
- Agaricus fastigiatus Schaeff., 1774
- Agaricus injunctus Britzelm., 1883
- Agaricus perlatus Cooke, 1886
- Agaricus rimosus Bull., 1789 : Fr., 1821basionym
- Agaricus schistus Cooke & W.G.Sm., 1886
- Agaricus servatus Britzelm., 1885
- Gymnopus rimosus (Bull.) Gray, 1821
- Inocybe aurivenia (Batsch) Bres., 1930
- Inocybe brunnea Quél., 1880
- Inocybe conica P.Larsen, 1931
- Inocybe curreyi (Berk.) Sacc., 1887
- Inocybe fastigiata (Schaeff.) Quél., 1872
- Inocybe fastigiata f. umbrinella (Bres.) Nespiak, 1990
- Inocybe fastigiata subsp. umbrinella (Bres.) Dermek & J.Veselský, 1977
- Inocybe fastigiata var. umbrinella (Bres.) R.Heim, 1931
- Inocybe holoxantha Grund & D.E.Stuntz, 1981
- Inocybe infracta Velen., 1920
- Inocybe laeta Alessio, 1979
- Inocybe nana F.H.Møller, 1945
- Inocybe obsoleta Romagn., 1958
- Inocybe orbata Malençon, 1970
- Inocybe perlata (Cooke) Sacc., 1887
- Inocybe pseudocookei Métrod ex Bon, 1996
- Inocybe pseudofastigiata Rea, 1927
- Inocybe pusilla F.H.Møller, 1945
- Inocybe umbrinella Bres., 1905